# Belarus herrlandslag i fotboll
Belarus herrlandslag i fotboll representerar Belarus i fotboll för herrar.

## Historik
Belarus blev självständigt från Sovjetunionen 1991. Man blev medlem av Uefa 1992 samt Fifa 1993. Tidigare spelade belarusiska spelare i Sovjetunionens landslag. Första landskampen spelades den 20 juli 1992 i Vilnius, där det blev 1-1 borta mot Litauen. Belarus tog sin största seger 1998 hemma mot Litauen i en match som slutade 5-0 till Belarus. Största förlusten hittills är 0-5 mot Österrike 2003 i kvalspelet till EM 2004.

## EM-kval
Belarus nådde inte så stora framgångar under kvalet till 1996 års turnering i England. 2-0-vinsten hemma mot Luxemburg 12 oktober 1994 blev de första poängen. 26 april 1995 fick man 1-1 hemma mot Malta. 7 juni 1995 kom det första bra resultatet efter 1-0 mot Nederländerna. Sedan blev det 0-0 borta mot Luxemburg och 2-0 borta mot Malta. Belarus kom på fjärde plats med 11 poäng. Under nästa kval vann man dock ingen match. 2000 års kval fick Belarus resultat sådär genom hela kvalet. De matcher som gick bäst var mot Italien(0-0 hemma och 1-1 borta) och Danmark(0-0 hemma och bara 0-1 borta). 2004 års kval nådde Belarus ingen framgång efter bara tre poäng efter en 2-1-seger hemma mot Moldavien. EM-kvalet år 2008 gjorde man sitt bästa em-kval någonsin. Man hamnade i grupp F med Nederländerna, Rumänien, Bulgarien, Slovenien, Albanien och slagpåsen Luxemburg. Mot Luxemburg förlorade man hemma(0-1) men vann borta (1-2). Mot Albanien fick man oavgjort hemma med 2-2 men storspelade borta och vann med 4-2. Mot Slovenien storspelade man hemma med 4-2, men förlorade borta med 0-1 efter de fått en billig straff. Man förlorade i båda möten mot både Bulgarien och Rumänien. Mot Nederländerna vann man hemma med 2-1 men förlorade borta med 0-3. Man fick 13 poäng och blev 4:a före Albanien, Slovenien och Luxemburg. I EM-Kvalet 2016 kom Belarus 4:a av sexa i gruppspelet med elva poäng. Oavgjort mot Makedonien och Luxemburg. Sedan seger mot Luxemburg.

## VM-kval
Under VM 1998 i Frankrike deltog Belarus för första gången i ett VM-kval. Belarus hamnade i kvalgrupp fyra med Österrike, Skottland, Sverige, Lettland och Estland. Med en hemmavinst mot Estland (1-0) och en oavgjord hemmamatch mot Lettland (1-1) blev Belarus sist i den gruppen. Under kvalet till VM i Sydkorea/Japan 2002 hamnade Belarus med Ukraina, Polen, Norge, Wales och Armenien. Man blev trea i gruppen efter bland annat 4-1 hemma mot Polen. I sista matchen krävdes en seger för att nå VM 2002. Men det blev en 0-1-förlust mot Wales och man var bara två poäng bakom Ukraina. VM-kvalet 2006 blev en liten framgång för Belarus, även om bara Moldavien kom efter. Vinsterna var mot Moldavien hemma(4-0) och Skottland borta (1-0). Mot Slovenien blev det oavgjort hemma och borta, mot Norge blev det oavgjort borta och mot Skottland oavgjort hemma. Kvalet till VM 2010 gick mer eller mindre bra, och trots bara en poäng mot dem tre bästa lagen (oavgjort mot Ukraina) så lyckades man i alla fall storspela mot Kazakstan och Andorra. Två vinster togs mot båda lagen och under dessa fyra matcher gjorde Belarus 17(!) mål. I VM-kvalet 2014 och 2018 hamnade Belarus sist vid båda tillfällena. 2018 hamnade man dessutom efter Luxemburg på en poäng. Man skrällde genom att spela oavgjort hemma mot blivande världsmästarna Frankrike.

## Spelare

### Nuvarande trupp
Följande spelare kallades upp för Kvalspelet till Europamästerskapet i fotboll 2016 match mot Slovakien och Makedonien den 9 och den 12 oktober 2015.
Matcher och mål är korrekta per den 9 oktober 2015 efter matchen mot Slovakien.